# کسیدی دیویس
کسیدی دیویس (انگلیسی: Cassidy Davis؛ زادهٔ ۲۵ اوت ۱۹۹۴) بازیکن فوتبال اهل استرالیا است.